# Texacatipac
Texacatipac är en ort i Mexiko.   Den ligger i kommunen Milpa Alta och delstaten Distrito Federal, i den sydöstra delen av landet, 28 km söder om huvudstaden Mexico City. Texacatipac ligger 2 861 meter över havet och antalet invånare är 153.
Terrängen runt Texacatipac är lite bergig, och sluttar norrut. Runt Texacatipac är det mycket tätbefolkat, med 2 431 invånare per kvadratkilometer. Närmaste större samhälle är Tlalpan, 16,5 km nordväst om Texacatipac. I omgivningarna runt Texacatipac växer huvudsakligen savannskog.